# Colpolopha waehneri
Colpolopha waehneri är en insektsart som beskrevs av Günther, K. 1940. Colpolopha waehneri ingår i släktet Colpolopha och familjen Romaleidae. Inga underarter finns listade i Catalogue of Life.